# Teoria Wiedzy
Teoria Wiedzy (niem.: Wissenschaftslehre) – jedno z najważniejszych dzieł Johanna Gottlieba Fichtego opublikowane w 1794 roku. Idealista niemiecki zawarł tam systematyczną wykładnię o pojęciu Teorii Wiedzy; czyli wiedzy naczelnej, będącej nauką wszelkich ludzkich nauk. Teoria wiedzy, w zamyśle niemieckiego filozofa, jest i formą i przedmiotem wszystkich nauk ludzkich w ogóle. Jednoznaczna definicja owego pojęcia ma ujawnić także naczelną zasadę nauk szczegółowych. Przedstawiony sposób rozumowania Fichtego jest logicznie dedukcyjny. Budując od podstaw swoją Wissenschaftslehre, Fichte wyszedł także od kantowskiego podziału sądów na sądy a priori oraz a posteriori; przy czym założenia systemu są właśnie aprioryczne. 
Dzieło jest znaczącym fundamentem tradycji fichteanizmu.